# Tōko Miura
Tōko Miura (三浦 透子 Miura Tōko?) (20 de octubre de 1996 - ) es una actriz y cantante japonesa nacida en Sapporo, Hokkaido. 

## Carrera profesional
En 2002, a la edad de seis años, fue escogida entre otras 3.000 aspirantes para participar en un anuncio de la bebida Natchan de Suntory, obteniendo un gran reconocimiento.   En octubre de ese mismo año, participó en el drama televisivo Tensai Yanagisawa Kyōju no Seikatsu.
En 2007, tuvo un papel recurrente en la serie juvenil ChocoMimi. Después de graduarse de la escuela primaria, se mudó a Tokio. 
En 2015, debutó como cantante con el tema Okaasan e, que se utilizó en un anuncio de televisión para una marca de champú. También interpretó el ending de la película de 2015 Romance. En 2017, lanzó su primer álbum, un CD titulado Kakushite watashi wa, tōmei kara hajimeru koto ni shita, que contenía nueve versiones de canciones y fue lanzado bajo el sello Universal Music Japan, perteneciente a Universal Music.  Su participación en un anuncio de televisión para la marca de productos de higiene y limpieza Lion, emitido en 2014, fue lo que motivó su debut en el mundo de la música. En el anuncio aparecían varias mujeres, incluida Miura, tarareando una frase de una canción determinada, pero el director del anuncio la animó a cantar diciéndole que tenía una gran voz.
En 2019, fue elegida para interpretar dos temas de la película de animación El tiempo contigo, dirigida por Makoto Shinkai y estrenada el 19 de julio de ese mismo año. El autor de la canción, Yojiro Noda del grupo RADWIMPS, quería una voz femenina y, tras escuchar el álbum debut de Miura, la escogió como candidata. Ambas canciones, Celebration (Movie Edit) [feat. Toko Miura] y Grand Scape (Movie Edit) [feat. Toko Miura] , fueron incluidas en el álbum Weathering with You, lanzado el mismo día del estreno de la película.
Interpretó a una conductora taciturna en la película Drive My Car, dirigida por Ryusuke Hamaguchi y estrenada en 2021, papel por el que obtuvo el Premio a la Actriz Revelación del Año en la 45ª edición de Premios de la Academia de Japón, celebrada en 2022.. Consiguió el papel a través de una audición, aunque no tenía permiso de conducir en ese momento  y tuvo que obtenerlo en tan solo 17 días. El director Hamaguchi le aconsejó que se tomase las clases de conducción como parte de su preparación para el papel  En la película, conduce un Saab rojo (Saab 900), pero le resultaba difícil hablar al volante, por lo que tuvo que practicar mucho. 

## Filmografía
- Tsukiko (月子 Tsukiko?) (2017)
- Ainu Mosir (アイヌモシㇼ?) (2020)
- Spaghetti Code Love (スパゲティコード・ラブ?) (2021)
- Drive My Car (2021)
- I Am What I Am (そばかす Sobakasu?) (2022)
- Trapped Balloon (とべない風船 Tobenai fuusen?) (2023)
- Adabana (徒花-ADABANA?) (2024)

## Premios
- Premio a la Mejor Actriz Revelación en los 13º TAMA Film Awards (Drive My Car, Tsubaki no niwa, Oraora de Hitori Igumo) [10] [11]
- Premio a Mejor Actriz de Reparto en el 43º Festival de Cine de Yokohama (Drive My Car) [12]
- Premio a la Revelación del año en la 45ª edición de los Premios de la Academia de Japón (Drive My Car) [13]
- 95.º Premio Kinema Junpo a las diez mejores actrices de reparto (Drive My Car, Spaghetti Code Love)  [14]
- Premio a la Mejor Actriz de Reparto en la 64ª edición de los Premios Blue Ribbon (Drive My Car) [8]
- Premio a la Mejor Actriz de Reparto en la 31ª edición de los Premios de la Crítica Cinematográfica de Japón (Drive My Car)